# Жеро из Фраше
Жеро́ из Фраше́, или Герауд де Фраше́т, он же Жерар Лимузе́нский (фр. Géraud de Frachét, англ. Gerald Frachet, лат. Gerardus de Fracheto, или Gerardus Lemovicensis; 1195 или 25 марта 1205, Шалю — 4 октября 1271, Лимож) — французский хронист и агиограф, монах-доминиканец, автор «Всемирной хроники» (фр. Chronique universelle) и «Житий братьев ордена проповедников» (лат. Vitae Fratrum Ordinis Praedicatorum). Один из официальных историографов доминиканского ордена.

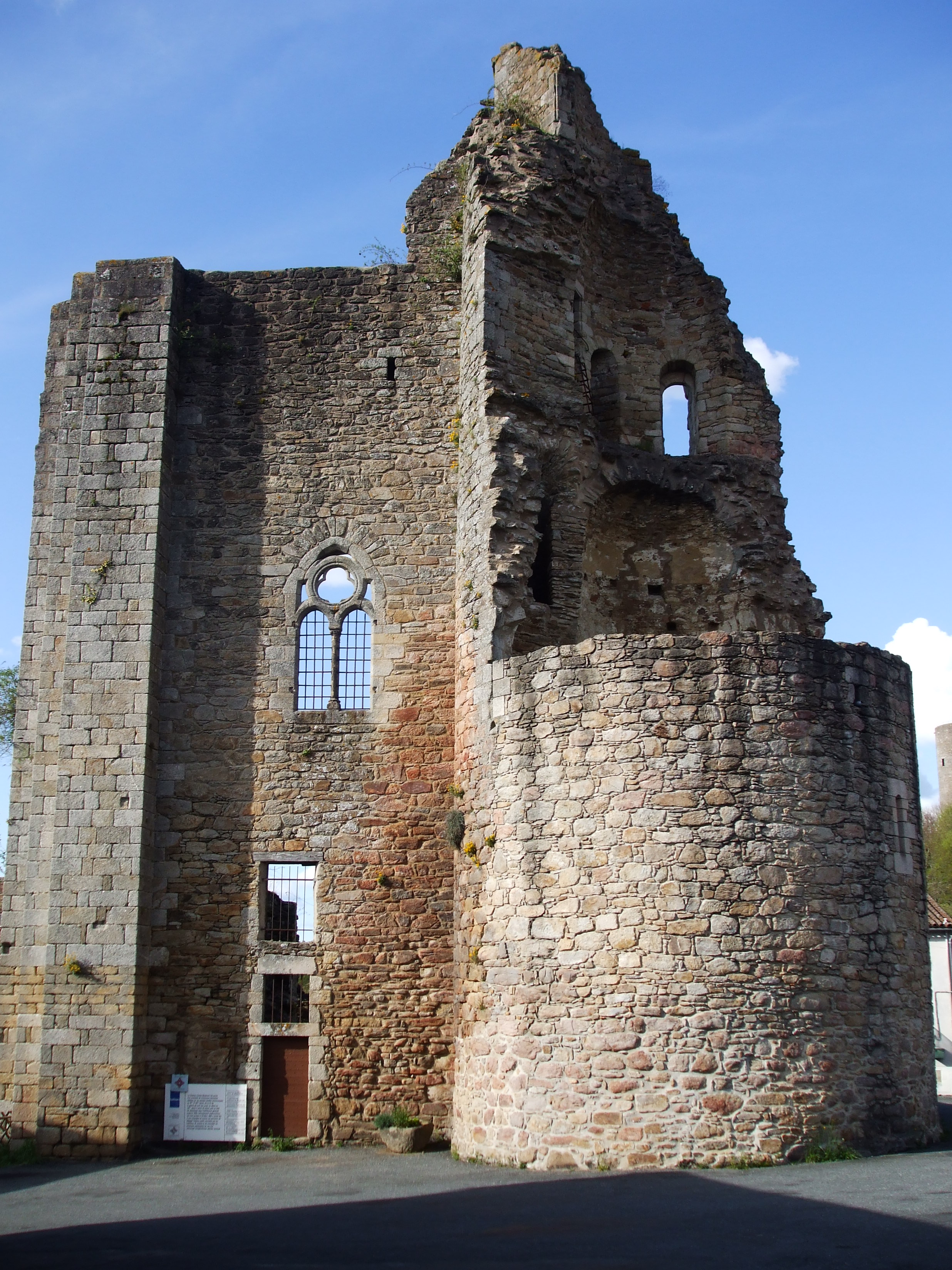
Руины замка Шалю (Верхняя Вьенна), XII в.

## Биография

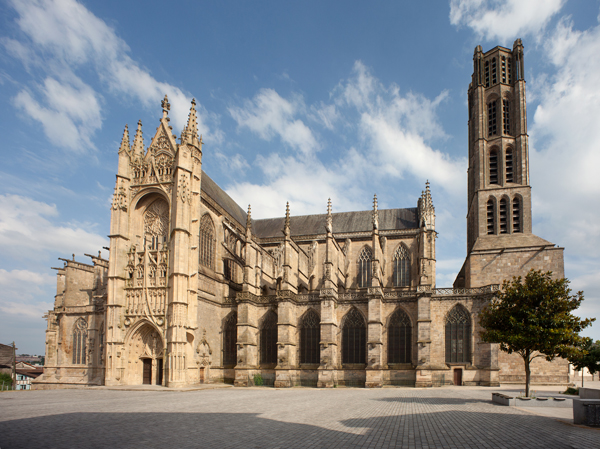
Кафедральный собор Сент-Этьен в Лиможе, 1273 г.

Сведения о жизни Жеро из Фраше, помимо его собственных сочинений, содержатся в документах аббатства Солиньяк, сохранившихся в архивах департамента Верхняя Вьенна, а также биографических записях, которые посвятил своему соотечественнику из Лимузена известный французский инквизитор и теолог-доминиканец Бернар Ги.
Родился Жеро 25 марта 1205 года в старинной рыцарской семье Фраше, известной с XI века, в лимузенском замке Шалю, совладельцем которого был его отец Пьер-Жеро, умерший 6 августа 1265 года в весьма преклонном возрасте. В картулярии лимузенского приората Артиж имеется запись о пожертвовании, сделанном последним ещё в 1180 году, вместе с отцом Ришаром де Фраше (ум. 1221) и братом Жеро. Один из двух других дядьев Жеро, Готье де Фраше, упоминается в документах местных архивов в качестве рыцаря, другой, Эли, как монах-бенедиктинец аббатства Святого Марциала в Лиможе.
Заметное участие в воспитании юного Жеро принял его дядя по матери Гийом де Момон, служивший с 1222 года каноником, а с 1231 года архидиаконом лиможского кафедрального собора Сент-Этьен. Вероятно, именно под его влиянием ещё в юности посвящённый в рыцари Жеро в 20-летнем возрасте сознательно принял монашеский сан, вступив в орден проповедников в Лиможе, где ещё в 1219 году ученик Святого Доминика Пьер Сейла основал монастырь. Уже в 1225 году в качестве послушника Жеро участвовал там в процессии по перенесению мощей Святого Юстина.
Осенью того же года Жеро отправился для продолжения своего обучения в Париж, подвизавшись в тамошнем доминиканском монастыре Св. Якова (фр. Couvent Saint-Jacques de Paris), находившемся между воротами Сен-Мишель и Сен-Жак. В марте 1226 года он стал помощником магистра ордена Иордана Саксонского (ум. 1237).
В 1233 году, в возрасте 28 лет, Жеро вернулся в монастырь своего ордена в Лиможе, где в течение двенадцати лет (1233—1245) занимал должность приора. Назначение на ответственный пост столь молодого клирика свидетельствовало о наличии у него прочных связей в местной епархии, а также о непререкаемом авторитете его как получившего образование в Париже. Наиболее заметным деянием Жеро в качестве приора стало перенесение доминиканской обители с первоначального местоположения её у моста Сен-Марсьяль в более престижный пригород Манинь, где она находилась на одинаковом расстоянии как от города, так и от Лиможского замка. Вызвавшее стойкое противодействие со стороны местного светского духовенства смелое мероприятие получило, в конечном итоге, поддержку со стороны ряда высокопоставленных прелатов, в частности, лиможского епископа Дюрана д’Орлака, пожелавшего в 1244 году быть похороненным в соборной церкви нового аббатства.
В 1244 году Жеро принимал в своем замке в Шалю короля Людовика IX Святого, совершавшего паломничество в Рокамадур. Между 1245 и 1250 годами он провёл некоторое время в качестве чтеца в цистерцианском аббатстве Понтиньи, одной из четырёх дочерних обителей Сито. В 1250 году он стал приором монастыря доминиканцев в Марселе, сблизившись с местным епископом Бенуа д’Алиньяном, посвятившим ему свой «Tractatus fidei contra diversos errores super titulum De summa Trinitate et fide catholica in decretalibus» (1263).
В 1251 году, в 46-летнем возрасте, Жеро был избран заседавшим в Ле-Пюи орденским капитулом приором провинции Прованс, объединявшей все земли Окситании и распространявшей своё влияние на территорию от Дофине до Ниццы. В течение восьми лет занимая эту ответственную должность, он немало способствовал росту влияния доминиканцев в этих землях и борьбе их с альбигойской ересью, нашедшей отражение в его исторических трудах.
С 1259 года он служил настоятелем в монастыре Монпелье, прежде чем окончательно осесть в 1263 году в Лиможе, где и умер 4 ноября 1271 года.

## Сочинения

### «Всемирная хроника»
Около 1245 года, вероятно, в Понтиньи, Жеро приступил к работе над своей латинской «Универсальной», или «Всемирной» хроникой (лат. Chronicon universalis), в первоначальной своей редакции завершённой к 1248 году и охватывавшей события французской и мировой истории с сотворения мира до 1199 года.
Основой для этого компилятивного сочинения, сохранившегося в 25 рукописях, девятнадцать из которых относятся ко второй половине XIII — первой трети XIV века, и пять — к XV столетию, стали «История франков» Адемара Шабанского (1030) и «Всемирная хроника» Робера из Осера (1212), дополненные выдержками из «Краткой истории деяний и престолонаследия королей франков» Андре де Маршьена (1196).
Первая редакция хроники представлена всего двумя манускриптами: один, находящийся в библиотеке кафедрального собора Байё, помимо исторических записей, содержит фрагменты агиографических сочинений и трактата по истории Аквитании, другой, из коллекции Боргезе Ватиканской апостольской библиотеки, продолжает основной текст десятью расположенными в хронологическом порядке летописными заметками, последняя из которых касается отправления Людовика IX в Седьмой крестовый поход. Вторая редакция, законченная к 1266 году, представлена 23 рукописями и содержит ряд изменений и дополнений, отражающих, в частности, последствия Парижского договора с английским королём Генрихом III (1259).
Анализ рукописей MS 5452 и MS 11019 из Национальной библиотеки Франции и библиотеки собора Байе позволяют выделить первоначальную редакцию включённого в текст хроники «Тратата об Аквитании», который начинается рассказом о христианизации её Св. Марциалом и Св. Амадуром, после которого следует описание её природы и географии. Затем трактат излагает историю завоеваний в Аквитании франкских королей, начиная с Хлодвига до Карла Лысого, которые автор оправдывает религиозными соображениями, в частности, намерением изгнать оттуда сначала вестготов-ариан, затем сарацин, а после язычников-норманнов. Последовательно выводя французских монархов в качестве защитников веры, Жеро фактически обосновывает их наследственные права на Аквитанию. Напоминая, что Тулуза дважды покорялась франкскими правителями, сначала Хлодвигом, затем Пипином Коротким, он заставляет читателя забыть неудачную осаду этого города крестоносцами и будущим королём Людовиком VIII в 1217—1218 годах.
К роли французских королей как спасителей Аквитании, Жеро добавляет их заслуги как справедливых светских правителей и церковных администраторов, напоминая, что ещё Карл Великий «установил в Аквитании епископов, аббатов, графов франкского происхождения и поставил под свою власть девять графов». Война с Генрихом III Английским, учреждение института сенешалей, формирование местных удельных владений, строительство замков и крепостей — все эти действия Капетингов в Аквитании вдохновлялись, по мнению хрониста, удачным примером их предшественников Меровингов и Каролингов.
Вторая редакция «Трактата об Аквитании» относится к 1266 году, когда он в качестве самостоятельного приложения к хронике отправлен был Жеро избранному королём Сицилии Карлу Анжуйскому. Она отражает реалии, сложившиеся после заключения Парижского договора, когда стоял уже вопрос не о легитимации новых завоеваний французских королей, а о сохранении достигнутых. Как представитель родовитой знати пограничной провинции, Жеро не одобряет передачу Людовиком IX земель Лимузена, Перигора и Керси англичанам, всецело поддерживая, однако, объединительную политику Капетингов, что заставляет исследователей выявить в его сочинении признаки зарождавшегося французского национального сознания.
«Всемирная хроника» продолжена была Жаном де Фраше, монахом бенедиктинского Сен-Жермен в Осере, возможно, дальним родственником Жеро, и послужила источником, как минимум, для семи средневековых исторических сочинений, в частности, «Хроники пап и императоров» Мартина Опавского (1278), «Всемирной хроники» (лат. Flores Chronicorum) Бернара Ги (1331), хроники Ришара Леско из Сен-Дени (1345), краткой истории Франции Пьера Амера (XV в.) и др.
Полное академическое издание хроники отсутствует до сих пор. Фрагменты, охватывающие 1234—1268 годы, с дополнениями до 1273-го, были опубликованы немецким филологом и палеографом Освальдом Хольдер-Эггером в 1882 году в Ганновере в 26 томе серии «Scriptores» продолжающегося издания «Monumenta Germaniae Historica», и в 1925 году переизданы в Лейпциге. Заключительные разделы хроники за 1203—1254 годы были изданы в 1896 году в Лувене в сборнике трудов Жеро из Фраше, отредактированном учёным доминиканцем Бенедиктом Марией Райхертом для серии «Памятники истории Ордена проповедников».

### «Жития братьев ордена проповедников»
Спустя 30 лет после смерти Святого Доминика Жеро приступил к составлению «Житий братьев ордена проповедников» (лат. Vitae Fratrum Ordinis Praedicatorum), агиографического сборника, изначально представлявшего собой обширную коллекцию поучительных примеров, легенд и анекдотов из жизни основателей ордена доминиканцев. В качестве образца для него послужили «Беседы о чудесах» (лат. Dialogus miraculorum, 1219—1223) известного цистерцианского теолога Цезария Гейстербахского, а основными источниками «Книжица о началах Ордена Проповедников» (лат. Libellus de principiis Ordinis Praedicatorum) Иордана Саксонского и «Дополнение к деяниям святых» (лат. Epilogum in gesta sanctorum) Варфоломея Трентского. Эта первоначальная редакция, созданная, вероятно, ранее 1250 года для обучения братьев и послушников, до нас не дошла.
В 1255 году генеральный капитул ордена официально поручил Жеро составить свод биографий его основателей. Генерал ордена Гумберт Романский (1254—1263) лично распорядился включить в него свидетельства всех очевидцев, помнивших лично Св. Доминика и его учеников, наблюдавших связанные с ними различные чудеса, или записывавших их изречения. Эта вторая официальная редакция сборника была завершена к 1260 году, и охватывала историю ордена с 1206 года, но дополнять её Жеро продолжал и позже, возможно, вплоть до самой своей смерти. Во второй половине XIII—XIV столетиях «Жития братьев» активно переписывались в доминиканских монастырях, сохранившись во множестве рукописных копий, и послужили источником для позднейших орденских писателей, включая Этьена из Саланьяка (ум. 1291) и вышеназванного Бернара Ги.
Впервые «Жития братьев» напечатаны были в 1619 году в Дуэ под редакцией Николаса Фигераса Арагонского, а в 1657 году были переизданы в Валенсии.
Научное издание оригинального текста житий выпущено было в 1896 году в Лувене преподобным Б. М. Райхертом, включившим их в вышеназванный сборник. Английский перевод отца Джона Плейсида Конвея, выполненный по более поздним рукописям, увидел свет в 1955 году в Лондоне с комментариями и введением церковного историка Беде Джарретта. Недавно отцом Джозефом Кенни был подготовлен новый перевод, сделанный непосредственно с критического издания.
Помимо сборника биографий братьев-основателей ордена, перу Жеро из Фраше принадлежит отдельное житие доминиканского проповедника Петра Веронского (лат. Vita Sancti Petri Martyris).

## Публикации
- Vitae Fratrum Ordinis Praedicatorum, in quibus quamplurima exempla et monumenta antiquae virtutis… recensentur… a R. P. F. Gerardo Lemovicensi,… conscriptae. — Duaci: Ex officina typographica Baltazaris Belleri, 1619. — vi, 146, 12 p.
- Girardi de Fracheto Chronico. Hrsg. von Oswald Holder-Egger // Monumenta Germaniae Historica (Scriptorum). — Tomus XXVI. — Leipzig: Karl W. Hiersemann, 1925. — pp. 587–590.
- Fratris Gerardi de Fracheto O.P. Vitae fratrum ordinis praedicatorum: necnon Cronica ordinis ab anno MCCIII usque ad MCCLIV // Monumenta Ordinis Fratrum Praedicatorum Historica. Edidit Benedictus Maria Reichert. — Volume I. — Lovanii: typis E. Charpentier & J. Schoonjans, 1896. — xxiv, 362 p.
- Gérard de Frachet. Vies des Frères de l’Ordre des Frères-Prêcheurs Архивная копия от 27 октября 2020 на Wayback Machine. Preface de Johannes Joergensen. — Paris: P. Lethielleux, 1912. — 480 p.
- Lives of the Brethren of the Order of Preachers 1206—1259. Ed. by Bede Jarrett, interpr. by Placid Conway. — Londinii: Blackfriars, 1955.
- Géraud de Frachet. Vies des Frères Prêcheurs. Traduction par Marie-Véronique Nicolas, Introduction par Marie-Ancilla. — 2 édition révisée. — Rome: Chez les auteurs, 2020. — 245 p.